# Quinteto de cuerda n.º 5 (Mozart)
El Quinteto de cuerda n.º 5 en re mayor, K. 593 fue escrito por Wolfgang Amadeus Mozart en 1790. Como todos los quintetos de cuerda de Mozart, se trata de una obra escrita para lo que se conoce como «quinteto con viola», ya que la instrumentación consiste en un cuarteto de cuerda más una viola adicional (es decir, dos violines, dos violas y un violonchelo).

## Estructura
La obra consta de cuatro movimientos:
- I. Larghetto - Allegro
- II. Adagio
- III. Menuetto: Allegretto
- IV. Allegro

Según la Neue Mozart-Ausgabe, el finale fue publicado y conocido durante algún tiempo tomando como base una edición falsa, en la que el tema principal, originariamente una escala cromática descendente, fue reemplazado en muchas de sus apariciones en el movimiento por un pequeño tema en zigzag más complicado.